# Уйдешть
Уйдешть, Уйдешті (рум. Uidești) — село у повіті Сучава в Румунії. Входить до складу комуни Форешть.
Село розташоване на відстані 328 км на північ від Бухареста, 34 км на південний схід від Сучави, 88 км на захід від Ясс.

## Населення
За даними перепису населення 2002 року у селі проживали 190 осіб, усі — румуни. Усі жителі села рідною мовою назвали румунську.